# Santo-Pietro-di-Tenda
Santo-Pietro-di-Tenda é uma comuna francesa na região administrativa de Córsega, no departamento da Alta Córsega. Estende-se por uma área de 125,66 km². 